# Thomas Croxen Archer
Thomas Croxen Archer (Hardingstone, 1817 – 19 febbraio 1885) è stato un botanico britannico.

## Carriera
Dal 1842 al 1856, lavorò come doganiere a Liverpool. Studiò botanica presso la scuola di medicina a Liverpool e al Queen's College, e continuò ad essere professore di botanica al college.
Archer era sovrintendente e poi direttore del Museo industriale scozzese, dal 1860 al 1864.
Fu il primo direttore del National Museum of Scotland, un incarico che tenne dal 1864 fino alla sua morte nel 1885.
Fu membro della Royal Scottish Society of Arts dal 1861 (e il suo presidente nel 1874), la Botanical Society di Edimburgo e la Royal Society di Edimburgo.